# Giovanni Mostarda
Giovanni Mostarda (... – 1445) è stato un condottiero italiano, che seguì l'Esercito Pontificio nel Viterbese.

## Biografia
Noto anche come Giovanni dalla Strada, nel 1433 prese parte all'assedio di Vetralla che si era ribellata al papa, ma non riuscì ad occuparla. Nel 1444 con circa undicimila cavalli, fu inviato dai fiorentini in aiuto ai veneziani, contro il duca di Milano. Combatté a Granarolo presso Forlì, ma dalle milizie del duca venne sconfitto e fatto prigioniero.